# 白山神社 (中津川市下野)
白山神社（はくさんじんじゃ）は、岐阜県中津川市下野にある神社（白山神社）。

## 概要
下野地区（恵那郡下野村→恵那郡福岡町大字下野→中津川市下野）の産土神である。
創建時期は不明。加賀国白山比咩神社の分霊を勧請し創建したという。
江戸時代には白山妙理権現、諏訪大明神、熊野大権現、南宮法性大菩薩、神明大明神を祀っていたという。
明治初期に村社となり、同時に白山神社に改称する
戦後、岐阜県神社庁により白幣社に指定される。
かつては大盛座という芝居小屋があったが、昭和30年代には使用されなくなっている。

## 主祭神
- 伊邪那岐命
- 伊邪那美命
- 菊理比賣命
- 天照皇大神
- 金山比古大神
- 熊野大神
- 諏訪大神

## 摂末社祭神
- 熊野大神
- 諏訪大神
- 白鬚大神
- 大山祇大神
- 菅原大神
- 豊受大神
- 猿田彦大神
- 八幡大神

## 文化財
中津川市指定有形文化財
- 本殿[4]